# ميكولاج جرزيلاك
ميكولاج جرزيلاك (بالبولندية: Mikołaj Grzelak)‏ هو لاعب كرة قدم بولندي في مركز الدفاع، ولد في 20 يونيو 1991 في Bełchatów ‏ في بولندا. لعب مع GKS Bełchatów ‏.

## وصلات خارجية
- ميكولاج جرزيلاك على موقع قاعدة بيانات كرة القدم.إي يو (الإنجليزية)
- ميكولاج جرزيلاك على موقع عالم كرة القدم.نت (الإنجليزية)